# Шиботово (Новгородская область)
Шиботово — деревня в Боровичском районе Новгородской областиотносится к Ёгольскому сельскому поселению.
Находится в 2 км к югу от города Боровичи, на автодороге Боровичи—Опеченский Посад. Ближайшие населённые пункты: деревни Ёгла, Павловка, Бобровик.
Шиботово расположено на правом берегу реки Мста, в зоне Боровичских порогов. Имеет прямое автобусное сообщение с районным центром — автобусы № 112,146,103.

## История
До апреля 2010 года Шиботово входило в состав Плавковского сельского поселения, ныне упразднённого.